# August Kaden

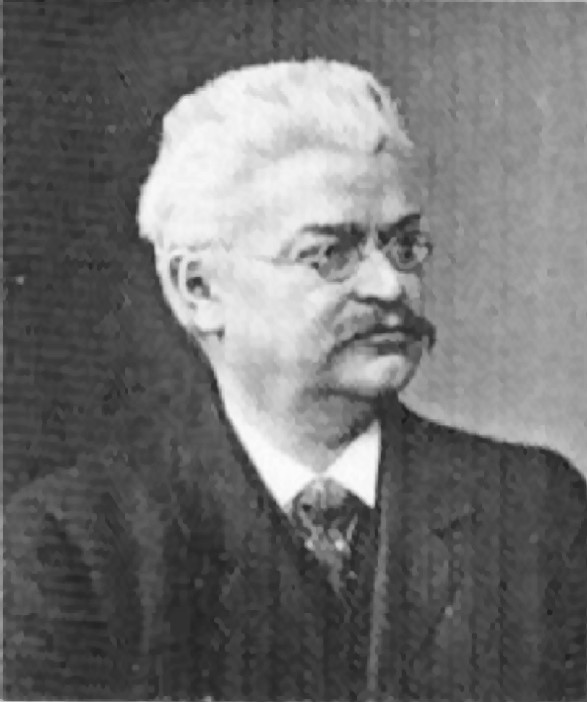
August Kaden

Wilhelm August Kaden (* 26. September 1850 in Naundorf bei Großenhain; † 21. Juni 1913 in Dresden) war ein deutscher Politiker (SPD), MdR und MdL, Zigarrenfabrikant und Verleger.

## Leben
Kaden wuchs als Sohn eines Arbeiters in Naundorf b. Großenhain auf, wo er seine Schulzeit auf einer Bürgerschule 1864 abschloss. Kaden erlernte den Beruf des Tabakarbeiters, arbeitete als solcher und begab sich auf Wanderschaft, die ihn in die Niederlande, in die Schweiz und nach Süddeutschland führte. 1874 ließ er sich als Zigarrenarbeiter in Dresden nieder. 1883 eröffnete er in Gohlis als selbständiger Zigarrenfabrikant und Kleinhändler ein Geschäft.
Von 1886 bis etwa 1893 lebte Kaden in Kötzschenbroda (Uferstraße 6), wo er Mitglied des Gemeinderats war und auch seine Zigarrenfabrikation August Kaden & Co betrieb. Dort wurde 1892 Felix Kaden geboren.

## Politisches Wirken

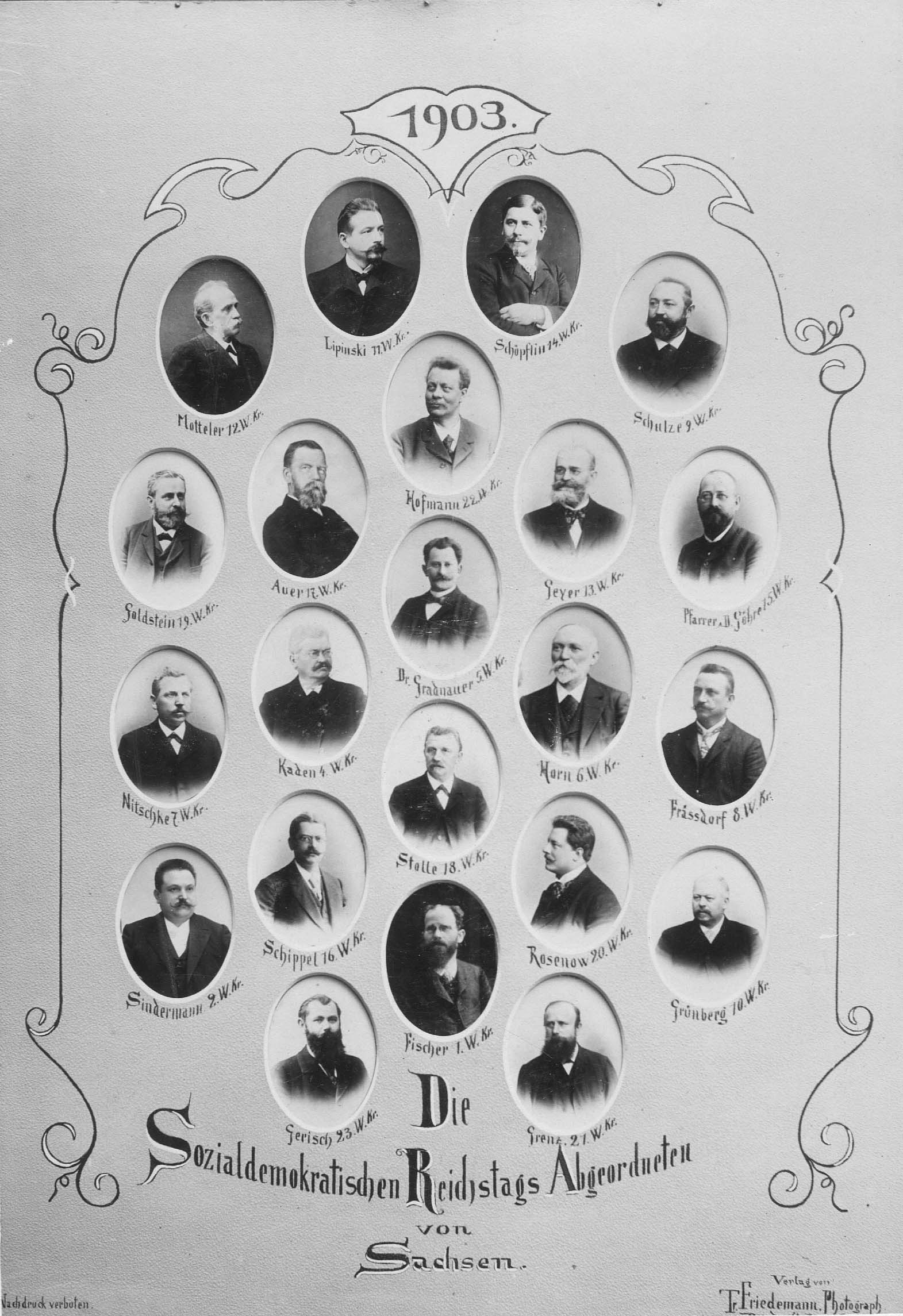
SPD-Reichstagsabgeordnete aus Sachsen von 1903

Ab 1874 war Kaden Parteifunktionär der SPD in Dresden. Von 1885 bis 1897 war er Mitglied des Landtags im Königreich Sachsen. Ab 1898 bis zu seinem Tod 1913 war Kaden als Nachfolger von Wilhelm Liebknecht Mitglied im kaiserlichen Reichstag. Er vertrat den Reichstagswahlkreis Königreich Sachsen 4 (Dresden r. d. Elbe – Dresden Neustadt).
Von 1890 bis 1913 war Kaden Mitglied der zentralen Kontrollkommission seiner Partei beziehungsweise ab 1906 deren Vorsitzender. Ab 1906 war Kaden Vorstandsmitglied seiner Reichstagsfraktion und ab 1912 bis zu seinem Tod deren Kassierer.
Daneben gab Kaden ab 1890 die Sächsische Arbeiterzeitung heraus. 1898 war er Mitgründer und Mitinhaber der Druckerei und Verlagsbuchhandlung Kaden & Co., in der ab da die 1908 in Dresdner Volkszeitung umbenannte Sächsische Arbeiterzeitung erschien.
In Radebeul-Kötzschenbroda Oberort ist die August-Kaden-Straße nach ihm benannt.